# Entre Ríos (plaats Tarija)
Entre Ríos is een kleine stad in het departement Tarija, Bolivia. Het is de hoofdplaats van de gelijknamige gemeente, gelegen in de Burnet O'Connor provincie.
Bij de census van 2012 was het naar het aantal inwoners de 109de stad van Bolivia.
Het gebied rondom Entre Ríos is een van de weinige regio's in Bolivia waar nog veel mensen leven die tot het Guaraní volk behoren.

## Bevolking
| Jaar | Populatie |
| ---- | --------- |
| 1992 | 1.854     |
| 2001 | 2.418     |
| 2012 | 4.044     |